# Catastrofa feroviară de la Otłoczyn
Catastrofa feroviară de la Otłoczyn a avut loc pe 19 august 1980, când două trenuri s-au ciocnit rezultând în moartea a 65 de oameni și 64 de răniți (din care doi au murit ulterior). A fost cea mai mare catastrofă feroviară din istoria Poloniei.

## Trenurile

### Marfarul
În dimineața zilei de 19 august 1980, mecanicul Mieczyslaw Roschek de 43 de ani din Chojnice a fost însărcinat să conducă marfarul 11599 din gara Otłoczyn pâna în gara Wrocki. Roschek lucrase timp de 25 de ore, ceea ce era o violare a regurilor feroviare. Conform șeful de gară, el probabil a mințit că nu a muncit mai mult de 8 ore, astfel încât să fie plătit pentru orele suplimentare.
În noaptea dintre 18 și 19 august, Roschek împreună cu inginerul Andrzej Bogusz (de 23 de ani) au sosit la gara Otłoczyn, conducând locomotiva ST44-607 care aparținea depoului Chojnice. Au conectat-o la câteva vagoane de marfă goale. Trenul a staționat timp de două ore pe o linie marginală situată în pădurea de pini dintre Torun și Wloclawek. Ca alte trenuri de același fel trebuia să aștepte ca semnalul să fie verde, care se dădea doar când linia era liberă.

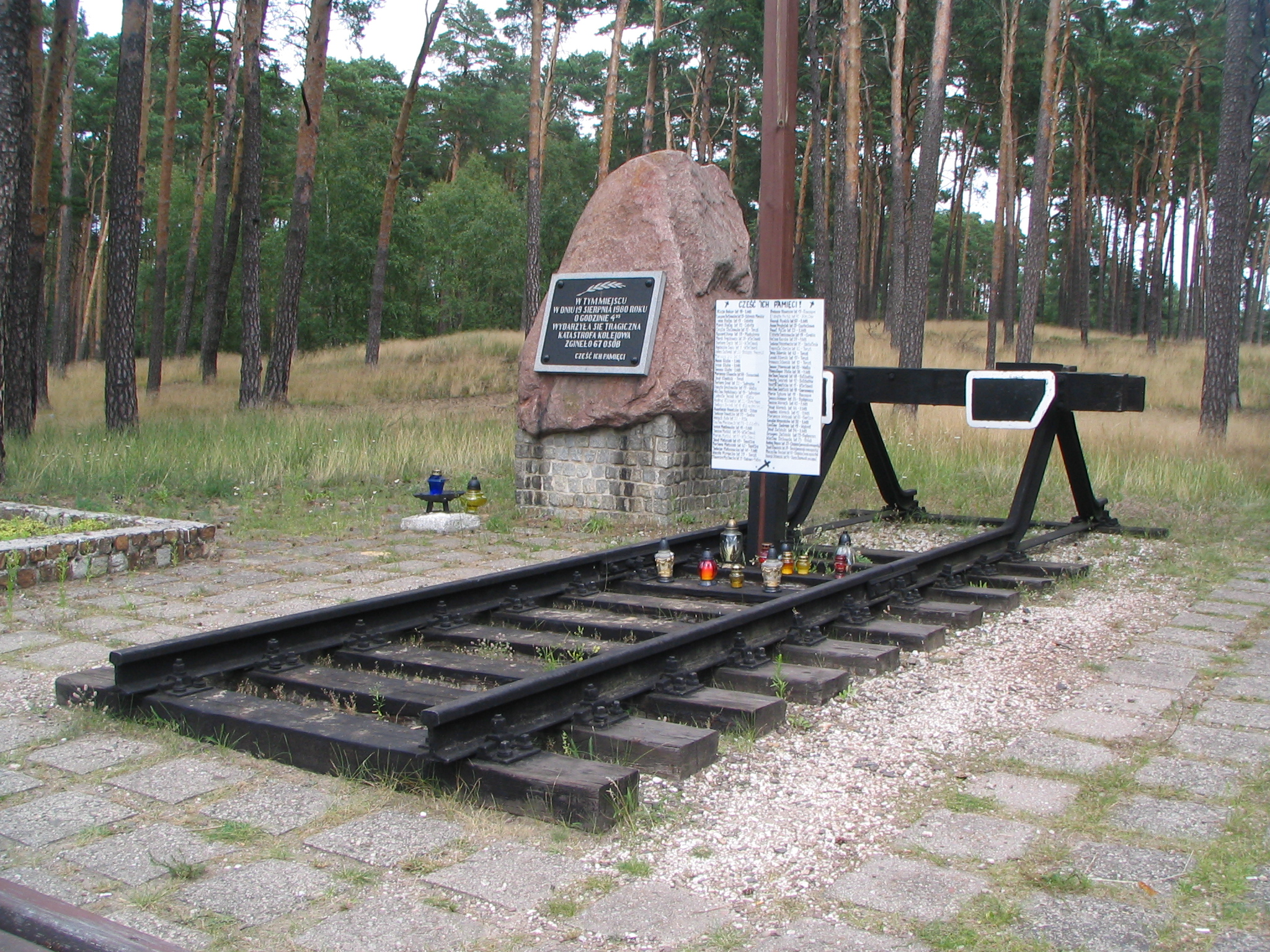
Monument comemorativ

### Trenul de călători
Tot în aceea noapte, trenul local cu numărul 5130 pe relația Toruń-Łódź trebuia să plece la ora 3:37. Trenul, condus de Gerard Przyjemski, era format din locomotiva SP45-160 și 5 vagoane a așteptat un tren de la Kołobrzeg, plin cu copii, întorcându-se de pe litoralul baltic. Cele 2 vagoane au fost rapid conectate de trenul de Łódź ca ultimele vagoane. Trenul a plecat din gara Toruń la 4:19, cu aproape o oră întârziere. Locomotiva a atins repede viteza de 88 km/h.

## Accidentul
În ciuda faptului că semnalul era roșu, marfarul a plecat din gară la cca. 4:20, către Toruń, pe linia greșită. Nu se cunoaște motivul, căci nu se acordase permisiunea pentru acest lucru. Tot pe aceași linie rula în viteză trenul de Łódź. Angajații de la centrul feroviar din Toruń nu se așteptau ca trenul  11599 să pornească. Mai târziu personalul de la gările Otłoczyn și Brzoza Toruńska și-a dat seama că trenul 11599 erau în curs de ciocnire, dar era prea târziu. Nici un tren avea stații radio.

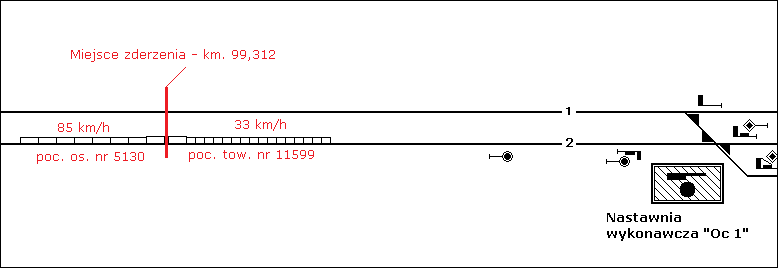
Schema accidentului

Cele două trenuri s-au observat la kilometrul 99.312, când erau la 150 de metri unul de altul, din cauza vizibilității reduse cauzate de ceață. Roschek a reacționat întâi, aplicând frânele de urgență, dar a rămas blocat în cabină. Przyjemski a aplicat și el frânele și a fugit în sala motoarelor, supraviețuind. Marfarul avea 33 kilometri pe oră, iar trenul de călători 85 kilometri pe oră, când s-au lovit la 4:30. Mai târziu s-a stabilit că nu mai era nici o posibilitate să se oprească ciocnirea.

## Lista morților
- Alicja Bekier, 18 – Łódź
- Lucyna Bętkowska, 25 – Ustronie Morskie
- Anna Białas, 17 – Sobota
- Marek Białas, 20 – Sobota
- Cecylia Chełkowska, 72 – Toruń
- Ryszard Durys, 28 – Międzyborze
- Marek Frąckiewicz, 28 – Włocławek
- Barbara Gasis, 33 – Włocławek
- Agnieszka Gasis, 7 – Włocławek
- Adam Gniterak, 33 – Biskupiec Pomorski
- Marzenna Golis, 17 – Antoniew
- Anna Gluba – Łódź
- Irena Gluba – Łódź
- Tomasz Gluba – Łódź
- Marianna Głowacka, 68 – Szczecinek
- Józef Głowiński – Toruń
- Barbara Grad, 22 – Jędrzejów
- Danuta Grochocka, 17 – Wałcz
- Wiesław Hajdukiewicz, 19 – Jędrzejewo
- Ludmiła Janiak, 40 – Kępice
- Andrzej Klisiewicz, 22 – Chrostowa
- Tadeusz Kociak, 15 – Aleksandrów Łódzki
- Anastazja Kowalska, 63 – Sitno
- Jadwiga Kowalska, 55 – Grabie
- Wojciech Kula, 33 – Piła
- Czesław Maciejewski, 54 – Bełchatów
- Iwona Mańkowska, 16 – Łódź
- Janina Markiel, 56 – Włocławek
- Marian Markiel, 55 – Włocławek
- Józef Matusiak, 45 – Topólka
- Barbara Matusiak, 42 – Topólka
- Jadwiga Matuszewska, 41 – Łódź
- Wanda Murawska, 39 – Toruń
- Sławomira Mysłowska, 21 – Rakowo-Łobez
- Bożena Niewinna, 17 – Rzeczyca
- Elżbieta Postek, 80 – Wrocław
- Henryk Pisalski, 67 – Łódź
- Anna Przybylak, 25 – Częstochowa
- Paweł Pułko, 23 – Łódź
- Elżbieta Raniszewska, 18 – Grabie
- Halina Reszka, 39 – Łódź
- Jadwiga Rożniatowska, 21 – Zachełmże
- Bogumiła Sikorska, 42 – Toruń
- Jerzy Sikorski, 43 – Toruń
- Leszek Sikorski, 17 – Toruń
- Ireneusz Sikorski, 13 – Toruń
- Janusz Starościak, 23 – Wałcz
- Stanisława Stola, 36 – Łódź
- Wacława Święciak, lat 48 – Bełchatów
- Danuta Święciak, 12 – Bełchatów
- Violetta Świętlicka, 15 – Włocławek
- Wiesław Świętlicki, 18 – Czarnowęsy
- Maria Tybura, 17 – Rzeczyca
- Janusz Wagner, 24 – Bydgoszcz
- Janina Worach, 43 – Łódź
- Józef Worach, 44 – Łódź
- Bogdan Worach, 12 – Łódź
- Marianna Woźniak, 60 – Karlino
- Cecylia Wrzesińska, 50 – Łódź
- Czesław Zadroga, 19 – Wykrot
- Józef Zieliński, 54 – Łódź
- Grzegorz Zieliński, 29 – Bydgoszcz
- Wiesław Żbikowski, 24 – Osiek
- Andrzej Bogusz, 23 – Chojnice (ajutor mecanic marfar)
- Józef Głowiński, 28 – Toruń (ajutor mecanic tren de călători)
- Mieczysław Roschek, 43 – Chojnice (mecanic marfar)
- Henryk Różański, 54 – Sierpc

## Investigația
Atât compania de cale ferată, cât și guvernul polonez au deschis comisii speciale de anchetă. Investigarea s-a concentrat inițial pe așa-zisul al treilea factor. Exista ipoteza că o persoană necunoscută a cauzat accidentul, terorizând echipajul marfarului sărind apoi înaintea coliziunii din tren în pădure, unde ar fi fugit. Dar nici măcar o dovadă despre acest „terorist” nu a fost găsită la locul accidentului. Printre oficialii prezenți la fața locului a fost liderul Poloniei, Edward Gierek.
Cum anul 1980 era marcat de agitații sociale (a se vedea Solidaritatea) zvonurile au început să apară. Oamenii spuneau că marfarul transporta tancuri ce urmau să fie folosite împotriva greviștilor de la Gdańsk. Alții zvoneau că activiștii Solidarității arfi fost în tren, pentru a ajunge la o întâlnire din Łódź.
Investigația a fost închisă rapid, pe 20 octombrie 1980. A fost stabilit că cei implicați nu fuseseră în stare de ebrietate și nu luaseră droguri. Echipamentul feroviar funcționa bine. Procurorul l-a declarat vinovat pe Roschek, dar pentru că acesta decedase, investigația nu se mai impunea. Ultima persoană salvată a fost Gerard Przyjemski. La început pompierii nu voiau să intre în locomotivă, dar un polițist i-a auzit țipetele din întâmplare.
În toamna lui 1981, la un an de la eveniment, jurnalistul Zbigniew Juchniewicz a scris cartea Trenul 5130, care înfățișa accidentul. Au fost vândute 100.000 de exemplare, dar aproape toate au fost confiscate de cenzura communistă.